# Stanisław Kazimierz Ostrowski
Stanisław Kazimierz Ostrowski, född 8 maj 1879 i Warszawa, död 13 maj 1947, var en polsk skulptör.
Stanislaw Ostrowski fick sin utbildning i Kraków, Italien och Paris, där han influerades av Auguste Rodin. Han var därefter verksam i Polen och Ryssland samt från 1929 åter i Paris. Han har skapat en mängd byster och porträttreliefer Den okände soldatens grav i Warszwa, monument i Lviv med mera.